# VetAgro Sup
VetAgro Sup, abgekürzt für Institut national d’enseignement supérieur et de recherche en alimentation, santé animale, sciences agronomiques et de l’environnement (deutsch „Nationales Institut für Hochschulbildung und Forschung in den Bereichen Lebensmittel, Tiergesundheit, Agronomie und Umweltwissenschaften“), ist eine französische Ingenieurhochschule, die 2010 gegründet wurde. Sie untersteht dem französischen Landwirtschafts- und Ernährungsministerium.
Sie ging hervor aus der Verschmelzung dreier Vorgängereinrichtungen: der 1761 gegründeten École nationale vétérinaire de Lyon, der seit 1973 bestehenden École nationale des services vétérinaires und der 1984 entstandenen École nationale d'ingénieurs des travaux agricoles de Clermond-Ferrand.
VetAgro Sup ist eine öffentliche Hochschule. Der Bereich Veterinärmedizin hat seinen Campus in Marcy-l’Étoile im Großraum Lyon; der Campus für den Bereich Landwirtschaft befindet sich in Lempdes bei Clermont-Ferrand. Im Studienjahr 2017–2018 waren an VetAgro Sup insgesamt etwa 1000 Studenten eingeschrieben, davon studierten etwa 330 auf dem Campus Clermont, die übrigen in Lyon. Die Schule ist Mitglied der Universität Lyon und der Université Clermont Auvergne.
Die Hochschule bildet Ingenieure der folgenden Fachrichtungen aus:
- Agronomie/Umwelt/Gesundheit;
- Lebensmittel/Ernährung/Gesundheit/Management;
- Nachhaltige territoriale Entwicklung;
- Engineering und Tiermodelle für die Gesundheit.[5]